# Старая Кошара
Старая Кошара (бел. Старая Кашара) — деревня в Дворецком сельсовете Рогачёвского района Гомельской области Беларуси.

## География

### Расположение
В 17 км на запад от районного центра и железнодорожной станции Рогачёв (на линии Могилёв — Жлобин), 140 км от Гомеля.

## Транспортная сеть
Транспортные связи по просёлочной, затем автомобильной дороге Бобруйск — Гомель. Планировка состоит из прямолинейной меридиональной улицы, застроенной двусторонне деревянными усадьбами.

## История
Основана в начале 1920-х годов, когда из деревни Кошара выделился в отдельный населённый пункт, который получил название Старые Кошары. В 1932 году жители вступили в колхоз. Во время Великой Отечественной войны 14 жителей погибли на фронте. Согласно переписи 1959 года в составе колхоза «Ленинская жизнь» (центр — деревня Кошара).

## Население

### Численность
- 2004 год — 16 хозяйств, 47 жителей.

### Динамика
- 1925 год — 14 дворов.
- 1959 год — 126 жителей (согласно переписи).
- 2004 год — 16 хозяйств, 47 жителей.